# Острожац (Јабланица)
Острожац је насељено мјесто у Босни и Херцеговини, у општини Јабланица, које административно припада Федерацији Босне и Херцеговине. Према попису становништва из 1991. у насељу је живјело 816 становника.

## Становништво
| Националност       | 1991.        | 1981.        | 1971.        |
| Муслимани          | 540 (66,17%) | 444 (60,16%) | 388 (57,31%) |
| Срби               | 219 (26,83%) | 228 (30,89%) | 244 (36,04%) |
| Хрвати             | 29 (3,55%)   | 47 (6,36%)   | 43 (6,35%)   |
| Југословени        | 25 (3,06%)   | 18 (2,43%)   | 1 (0,14%)    |
| остали и непознато | 3 (0,36%)    | 1 (0,13%)    | 1 (0,14%)    |
| Укупно             | 816          | 738          | 677          |